# Kawasaki Vulcan
Vulcan – seria motocykli typu cruiser produkowana przez Kawasaki
Serię motocykli Vulcan zapoczątkował w 1985r. model VN700-A1(L) i VN750-A1

## Modele
- Vulcan 500
- Vulcan 500 LTD
- Vulcan VN700
- Vulcan VN750
- Vulcan VN800
- Vulcan VN800 Classic
- Vulcan 800 Drifter
- Vulcan 900 Classic
- Vulcan 900 Classic LT
- Vulcan 900 Custom
- Vulcan 88
- Vulcan 88SE
- Vulcan 1500
- Vulcan 1500 Classic
- Vulcan 1500 Classic Fi
- Vulcan 1500 Drifter
- Vulcan 1500 L
- Vulcan 1500 Mean Streak
- Vulcan 1500 Nomad
- Vulcan 1500 Nomad Fi
- Vulcan 1600 Classic
- Vulcan 1600 Mean Streak
- Vulcan 1600 Nomad
- Vulcan 2000
- Vulcan 2000 Classic
- Vulcan 2000 Classic LT
- Vulcan 2000 Limited